# Vistarino
Vistarino est une commune italienne de la province de Pavie, dans la région Lombardie.

## Administration
| Période                                  | Période | Identité | Étiquette | Qualité |
| ---------------------------------------- | ------- | -------- | --------- | ------- |
|                                          |         |          |           |         |
| Les données manquantes sont à compléter. |         |          |           |         |

### Hameaux
Vivente.

### Communes limitrophes
Albuzzano, Copiano, Cura Carpignano, Filighera, Magherno, Marzano, Roncaro, Torre d'Arese.